# Elekmania
Elekmania es un género de plantas fanerógamas perteneciente a la familia de las asteráceas. Comprende 9 especies descritas y  aceptadas.

## Taxonomía
El género fue descrito por (Urban) B.Nord. y publicado en Compositae Newsletter 44: 66–69, 71, f. 6. 2006. 	La especie tipo es: Elekmania barahonensis (Urb.) B.Nord.

## Especies aceptadas
A continuación se brinda un listado de las especies del género Elekmania aceptadas hasta julio de 2012, ordenadas alfabéticamente. Para cada una se indica el nombre binomial seguido del autor, abreviado según las convenciones y usos.
- Elekmania barahonensis (Urb.) B.Nord.
- Elekmania buchii (Urb.) B.Nord.
- Elekmania fuertesii (Urb.) B.Nord.
- Elekmania haitiensis (Krug & Urb.) B.Nord.
- Elekmania kuekenthalii (Urb. & Ekman) B.Nord.
- Elekmania marciana (Urb. & Ekman) B.Nord.
- Elekmania picardae (Krug & Urb.) B.Nord.
- Elekmania samanensis (Urb.) B.Nord.
- Elekmania stenodon (Urb.) B.Nord.